# 貢井貴州廟
貢井貴州廟位於四川省自貢市貢井區，文物遺址年代判定為清。2012年7月16日公佈為第八批四川省文物保護單位。

## 簡介[2]
貢井貴州廟位於四川省自貢市貢井區新華街21號，坐西北向東南，始建於清同治六年（1867），建築面積1355.6平方公尺。整個建築為磚木結構，由大小三個四合院構成層疊式廟宇。戲樓樓臺、吊簷、撐枋、柱礎、碑刻精雕細琢。貢井貴州廟整體佈局規矩嚴謹，用材講究，頗具明清初營造法式的特點，整體建築至今保存較好，是清代川南地區民間宗廟會館建築風格的實物見證，具有很高的歷史價值和藝術價值。2009年，貢井貴州廟被自貢市人民政府公佈為市級文物保護單位。